# Alexandru D. Lungu
Alexandru D. Lungu (n. 8 aprilie 1928, Miorcani, județul Botoșani - d. 2005, București) a fost un actor de teatru și film, prozator, traducător și dramaturg român. Urmează: școala primară și gimnaziul în comuna natală (1934-1941), Școala Normală din Șendriceni (1941-1949), Institutul de Artă Cinematografică din București, secția actorie (1950-1954).

## Biografie
A absolvit Institutul de Artă Teatrală și Cinematografică din București, secția actorie (1954). A jucat ca actor la Teatrul Nottara, având o bogată activitate teatrală, interpretând de-a lungul carierei sale peste 100 de roluri pe diverse scene din capitală și din provincie și numeroase roluri în filme românești. În paralel cu activitatea artistică, Alexandru D. Lungu s-a remarcat și ca prozator. A debutat publicistic în revista „Albina”, cu o povestire publicată în 1958. A colaborat periodic proză, teatru și traduceri în revistele Contemporanul, Luceafărul, Gazeta literară, Iașul literar, Viața românească ș.a.
Unele scrieri ale sale au fost premiate. Volumul Duminicile unei veri (1991 a fost distins cu Premiul Uniunii Scriitorilor, piesa de teatru Salonul japonez a fost nominalizată în 1997 la Premiile UNITER etc.

## Scrieri
- Hotar (București, 1960) - nuvele
- Cristal (București, 1967)
- Cu soarele în brațe, București, 1968)
- A opta minune (București, 1972)
- Orașul cu o singură stradă (București, 1983)
- Varianta a doua (București, 1983)
- Lacătul apei (București, 1986)
- Duminicile unei veri (București, 1991; ed. a II-a, 2001)
- Moarte măruntă (București, 1997)
- Salonul japonez (Botoșani, 2002) - prefață de D.R. Popescu
- Chilipir de om pe jos (București, 2002)

## Traduceri
- Miguel Delibes - Cinci ore cu Mario (București, 1970) - în colaborare cu Odette Mărgăritescu Lungu
- Antonio Buero Vallejo - Cu cărțile pe față (București, 1971)
- 20 de titluri din antologia umorului spaniol (București, 1975)

## Filmografie
- Cum e Sfatul e și satul (1953)
- Directorul nostru (1955)
- La „Moara cu noroc” (1957)
- Două lozuri (1957)
- Ciulinii Bărăganului (1958)
- D-ale carnavalului (1959)
- Telegrame (1960)
- Băieții noștri (1960)
- Secretul cifrului (1960)
- Lumină de iulie (1963)
- Răscoala (1966)
- Vremea zăpezilor (1966)
- Războiul domnițelor (1969) - plăieșul Lixandru
- Ofițerul recrutor (1969) - Collier
- Castelul condamnaților (1970)
- Mirii anului II (1971)
- Frații (1971)
- Cu mîinile curate (1972) - gardianul de la comisariat
- Bariera (1972)
- Păcală (1974)
- Porțile albastre ale orașului (1974) - țăran
- Elixirul tinereții (1975)
- Oaspeți de seară (1976)
- Serenadă pentru etajul XII (1976)
- Mînia (1978)
- Ecaterina Teodoroiu (1978) - soldatul Oarcă
- Clipa (1979)
- Ultima frontieră a morții (1979)
- Mihail, cîine de circ (1979)
- Rug și flacără (1980)
- Capcana mercenarilor (1981) - mercenarul milos
- Iancu Jianu zapciul (1981)
- Iancu Jianu haiducul (1981)
- Am o idee!... (1981)
- Destinația Mahmudia (1981)
- Înghițitorul de săbii (1982)
- Destine romantice (1982)
- Trandafirul galben (1982)
- Fram (1983)
- Comoara (1983)
- Faleze de nisip (1983)
- Un petic de cer (1984)
- Bocet vesel (1984)
- Eroii n-au varsta (serial TV, 1984)
- Surorile (1984) - activistul comunist Panait
- Mireasma ploilor tîrzii (1985)
- Colierul de turcoaze (1986)
- Anotimpul iubirii (1987)
- Secretul lui Nemesis (1987)
- Cale liberă (1987)
- Umbrele soarelui (1988)
- Un bulgăre de humă (1990)
- Maestro vor (1994)
- Triunghiul morții (1999)
- Sexy Harem Ada Kaleh (2001)
- Examen (2003) - nea Fane